# Distylium lepidotum
Distylium lepidotum là một loài thực vật có hoa trong họ Hamamelidaceae. Loài này được Nakai miêu tả khoa học đầu tiên năm 1918.